# برنارد سامر
برنارد سامر (انگلیسی: Bernard Sumner؛ زادهٔ ۴ ژانویهٔ ۱۹۵۶) گیتارنواز، خواننده-ترانه‌پرداز، ترانه‌سرا، خواننده و موسیقی‌دان اهل بریتانیا است. وی از سال ۱۹۷۳ میلادی تاکنون مشغول فعالیت بوده است.